# John Adams Bownocker
John Adams Bownocker (Saint Paul, Condado de Pickaway, Ohio 11 de março de 1865 – Columbus, Condado de Franklin, Ohio, 20 de outubro de 1928) foi um geólogo estadunidense.
Filho de Michael Bownocker e Eliza (Adams) Bownocker. Casou com Anna K. Flint em 12 de junho de 1911. Foi sepultado no cemitério de Amanda Township, Condado de Fairfield, Ohio.

## Educação e carreira
John Adams estudou na Universidade Estadual de Ohio de 1883 a 1889, recebendo um grau de bacharel em ciências em junho de 1889. Frequentou a Universidade de Ohio de 1889 a 1892. Ocupou diversos cargos no Departamento de Geologia da Universidade Estadual de Ohio.
John Adams Bownocker recebeu um grau de Doctor of Science em 1897, sendo professor da Universidade Estadual de Ohio.
Escreveu diversos artigos e livros no campo da geologia. Foi membro da Sociedade Geológica dos Estados Unidos e da Associação Americana para o Avanço da Ciência. 
A Medalha Bownocker é concedida em sua memória.

## Obras
- John Adams Bownocker "The occurrence and exploitation of petroleum and natural gas in Ohio", Columbus : Geological Survey of Ohio, 1903.
- John Adams Bownocker, "Building Stones of Ohio", 1915.
- John Adams Bownocker, "The Bremen Oil Field", 1910.
- John Adams Bownocker, "The coal fields of the United States: General Introduction", 1929.